# Ciklon u Urugvaju 2012.
Dana 18. i 19. rujna sjeverni dio Urugvaja pogodila je snažna oluja. Zahvatila je departmane na području La Plate, iznad koje se nadvilo područje niskog tlaka zraka: Coloniju, San José, Montevideo, Canelones (departman), Maldonado i Rocha.
Najveće brzine vjetra zabilježene su u mjestima Punta del Este (172 km/h), Montevideo (122 km/h), Laguna del Sauce (120 km/h), Colonia del Sacramento (103 km/h), San José (102 km/h), Melo (98 km/h), Tacuarembó (87 km/h) i Rivera (83 km/h).
Urugvajska vlada bila je prisiljena zatvoriti sve javne zgrade i kulturne ustavnove, obustaviti promet i preusmjeriti građane pogođene olujom u sigurnija područja uz organizaciju privatnog smještaja po školama, bolnicama, dvoranama i obiteljskim domovima. U vrijeme oluje odvijali su se proljetni praznici, pa djeca nisu morala pohađati nastavu u školama.
Prema meteroološkim izvještajima, ciklon je stupnjevan i određen kao snažni izvantropski ciklon.
Prema mjerenjima, bio je slabiji od ciklona iz 2005., ali je u njemu poginulo troje ljudi. Poginuli su departmanu San José zbog poplave koja je uslijedila nakon udara ciklona.
Ciklon je bio rezultat kretanja polja niskog tlaka zraka koje je došlo s područja Paragvaja, Brazila i Bolivije. Udar ciklona tamo je bio mnogo slabiji i nije pruzročio veliku materijalnu i novčanu štetu.

## Pogledajte još
- Ciklon u Urugvaju 2005.